# Dorymyrmex coniculus
Dorymyrmex coniculus é uma espécie de formiga do gênero Dorymyrmex.